# Herresta
Herresta is een plaats in de gemeente Sigtuna in het landschap Uppland en de provincie Stockholms län in Zweden. De plaats heeft 86 inwoners (2005) en een oppervlakte van 17 hectare. Herresta wordt omringd door landbouwgrond en wat bos, vlak langs de plaats loopt een spoorlijn. De stad Sigtuna ligt zo'n vijf kilometer ten zuidwesten van het dorp.